# Adinda palniensis
Adinda palniensis är en kräftdjursart som beskrevs av Ferrara, Meli och Stefano Taiti 1995. Adinda palniensis ingår i släktet Adinda och familjen Scleropactidae. Inga underarter finns listade i Catalogue of Life.